# Tobago Cycling Classic 2013
Das 27. Tobago Cycling Classic fand am 6. Oktober 2013 auf der zu Trinidad und Tobago gehörenden Insel Tobago in der Karibik statt. Das Eintagesrennen war Teil der UCI America Tour 2014, in der es das erste Rennen der Saison war. Es war in der Kategorie 1.2 eingestuft. Die ersten acht Fahrer erhielten somit Punkte für die Rangliste der America-Tour. Neben dem internationalen Wettbewerb standen ab dem 1. Oktober auch noch Rennen für Mountainbiker und die unteren Leistungsklassen auf dem Programm.
Mit dem Kolumbianer Jaime Ramírez (Mixed Team) trug sich erstmals ein Fahrer aus Südamerika in die Siegerliste des Cycling Classic ein. Mit großem Vorsprung siegte er als Solist vor den beiden US-Amerikanern Michael Olheiser vom Team Vita Malt und Calixto Bello (beides Mixed Teams).

## Teilnehmer
Neben drei Continental Teams, darunter die deutsche Formation Team NSP-Ghost, standen Amateur- und Nationalmannschaften aus Frankreich, Nordamerika und der Karibik am Start. Die deutschen Farben wurden außer von NSP auch durch die Teams Matrix Racing und Merida Donaueschinger vertreten. Insgesamt nahmen sechzehn deutsche Fahrer teil.
| Continental Teams Team NSP-Ghost J.Jensen-Ramirent IG-Sigma Sport 0 | Nationalmannschaften Barbados St. Lucia 0 | sonstige Mannschaften Mixed Team Team Vita Malt Matrix Racing Team Team Merida Donaueschinger Team Rio Grande | 0 Team Foundation Bike Smith Team PSL-Well Services Velo Club Saintannais |

## Strecke und Ergebnis
Das Rennen startete in Tobagos größter Stadt Scarborough und führte die Fahrer nach einer Schleife durch das südliche Hinterland des Ortes erst einmal an die Nordküste der Insel. Schließlich ging der Weg an die Südküste und dort entlang zurück nach Scarborough. Insgesamt standen auf den 112 Kilometern sechs Bergwertungen auf dem Programm. Mit einem sehr deutlichen Vorsprung von fast dreieinhalb Minuten entschied der Kolumbianer Jaime Ramírez, der Teil eines Mixed Teams war, das Rennen vor den US-Amerikanern Olheiser und Bello für sich. Die beiden Deutschen Jonas Schmeiser und Frederik Dombrowski erreichten als Vierter und Fünfter das Ziel ebenfalls noch vor der ersten Verfolgergruppe, aus der heraus mit Andreas Keuser und Daniel Bichlmann zwei weitere Landsmänner unter die besten Zehn sprinteten.
|    | Fahrer                       | Nation             | Team                       | Zeit         | Punkte America Tour |
| -- | ---------------------------- | ------------------ | -------------------------- | ------------ | ------------------- |
| 1. | Jaime Ramírez (¢ 30,28 km/h) | Kolumbien          | Mixed Team                 | 3:41:56 h    | 40                  |
| 2. | Michael Olheiser             | Vereinigte Staaten | Team Vita Malt             | + 3:29 min   | 30                  |
| 3. | Calixto Manuel Bello         | Vereinigte Staaten | Mixed Team                 | + 5:26 min   | 16                  |
| 4. | Jonas Schmeiser              | Deutschland        | Team NSP-Ghost             | + 6:15 min   | 12                  |
| 5. | Frederik Dombrowski          | Deutschland        | Matrix Racing Team         | + 6:30 min   | 10                  |
| 6. | Conor Mullervy               | Vereinigte Staaten | Team Vita Malt             | + 7:54 min   | 8                   |
| 7. | Andreas Keuser               | Deutschland        | Team Merida Donaueschinger | gleiche Zeit | 6                   |
| 8. | David Kessler                | Vereinigte Staaten | Team Rio Grande            | gleiche Zeit | 3                   |